# Iwan (architecture)

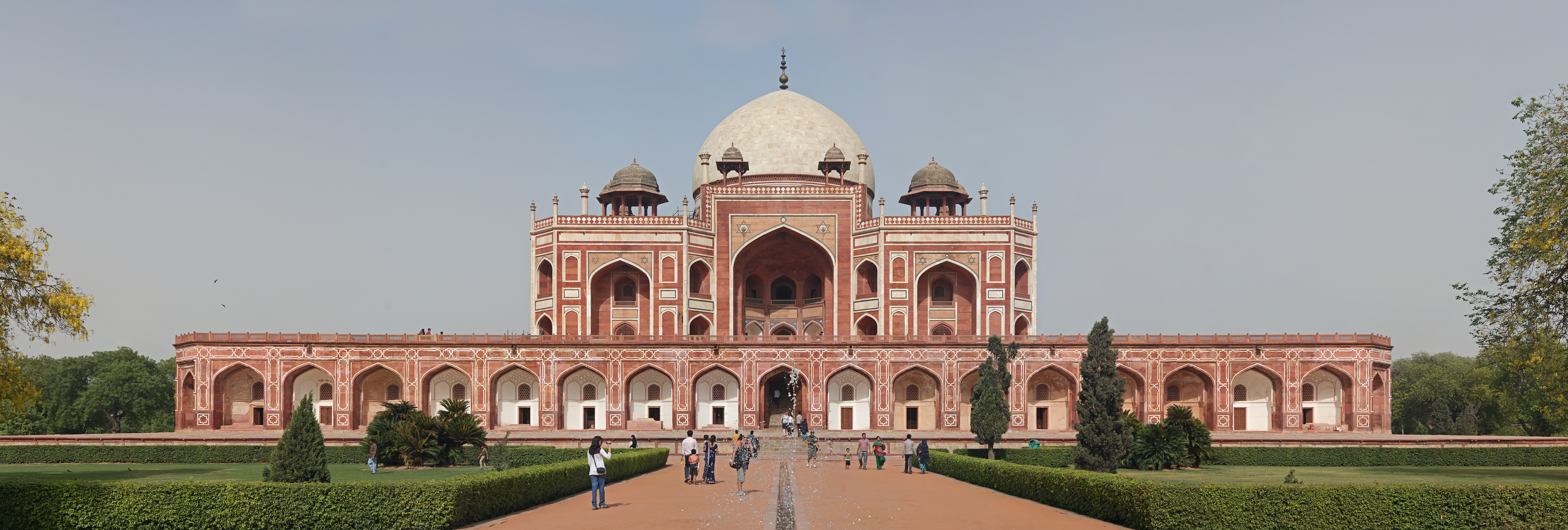
Tombe de Humayum, Delhi. Vue de la façade ouest, qui utilise très largement le motif de l'iwan.

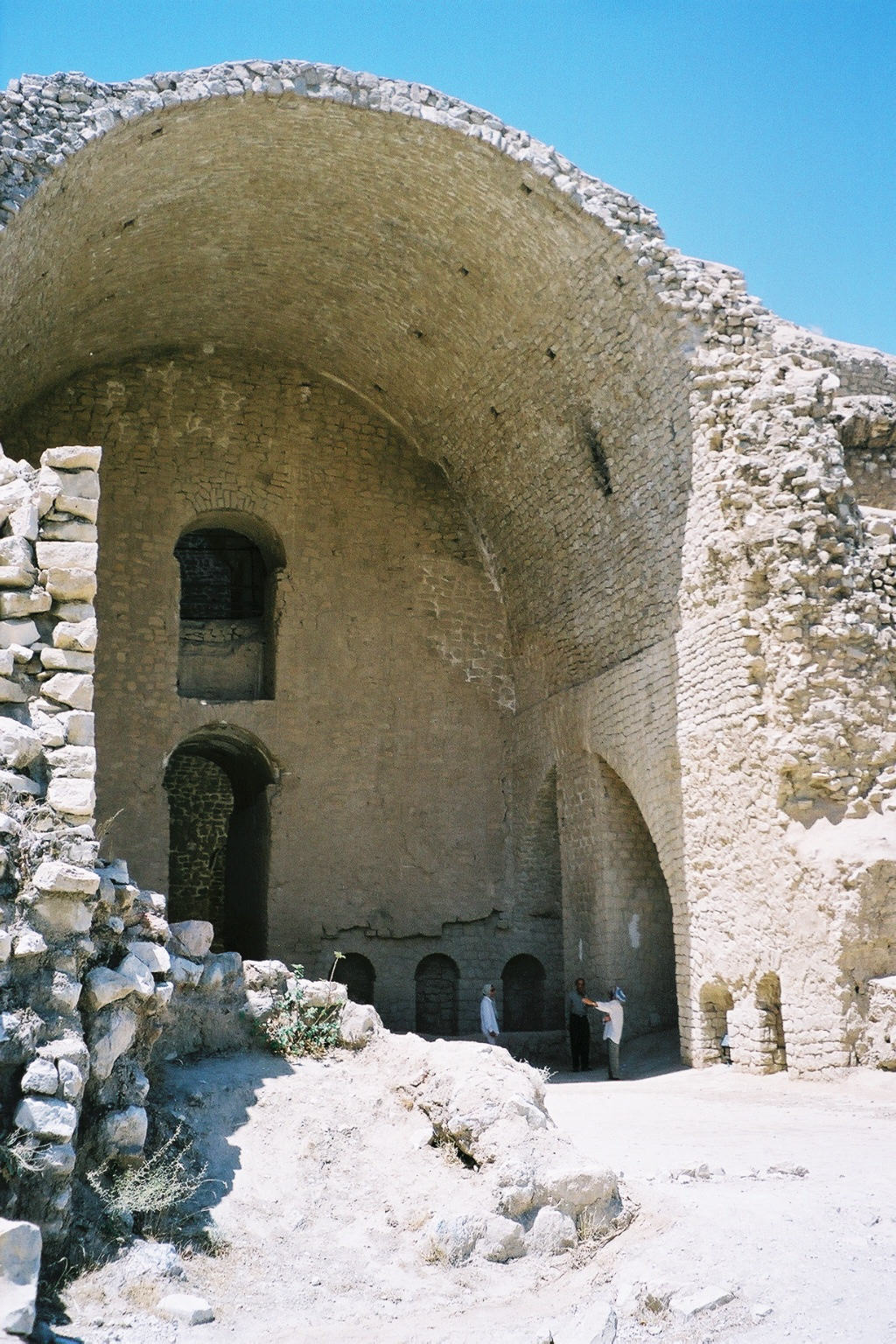
Le grand iwan d'entrée du palais d'Ardéchir Ier à Firouzabad.

Pour les articles homonymes, voir Iwan.
L'iwan est un élément architectural qui consiste en une salle voûtée fermée sur trois côtés, et béant sur le quatrième côté qui est, en général, délimité par un grand arc en tiers-point, dit arc persan.
On parle de pishtak lorsque cet élément fait saillie par rapport au reste du bâtiment.

## Origines
Ses origines seraient à chercher dans l'architecture des maisons et palais du Proche-Orient, en particulier dans l'architecture des Perses sassanides. Le premier exemple semble être apparu à Assur, en Irak. Parmi les principales constructions de l'époque parthe et sassanide, on peut mentionner le palais d'Ardéchir Ier et le palais Taq-e Kisra à Ctésiphon. Il semble donc avoir été mis réellement au point à la période sassanide, et il est devenu un élément important de l'architecture perse, et plus largement islamique, depuis cette époque.

## Utilisations de l'iwan

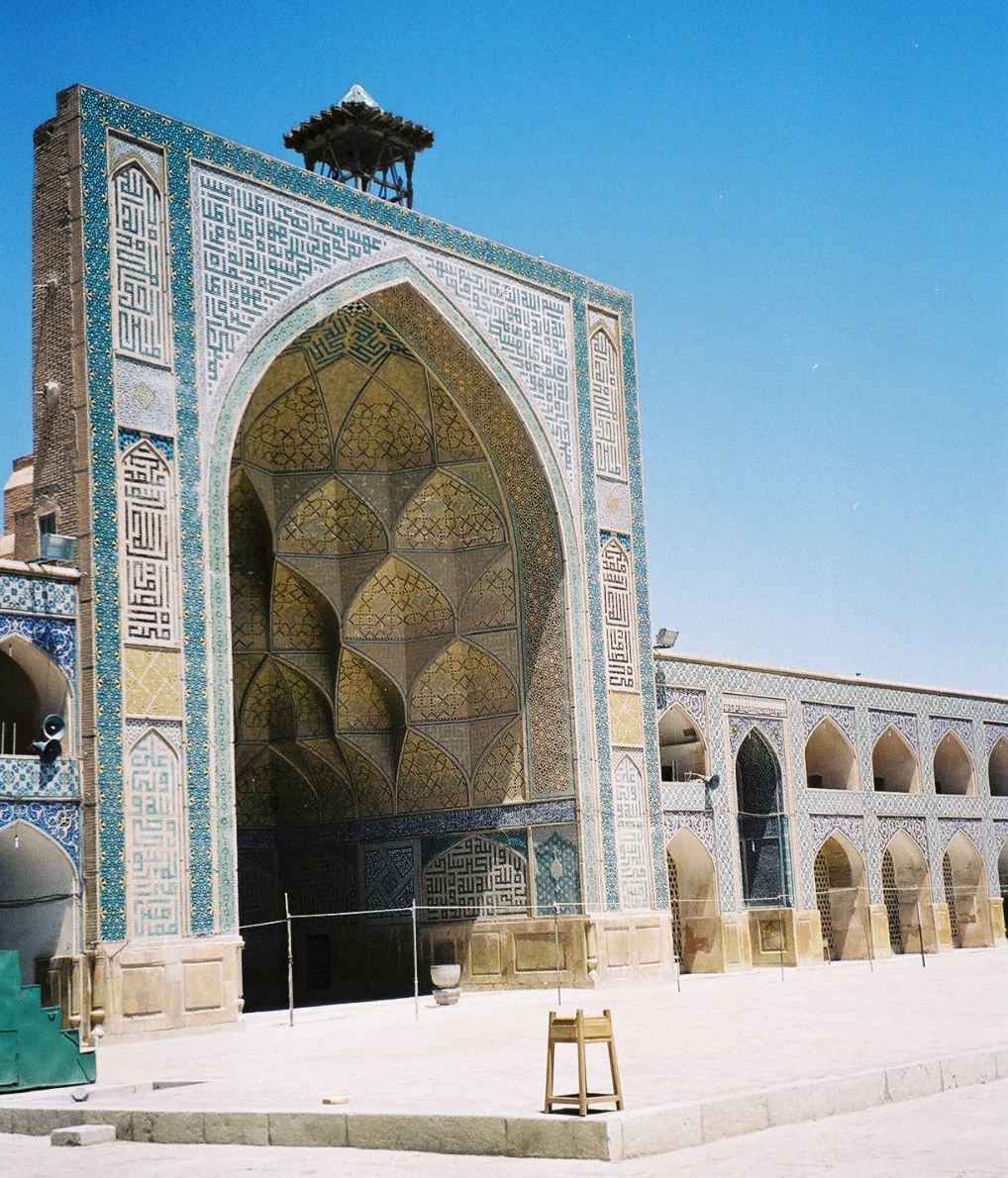
Un des quatre iwans de la mosquée du vendredi à Ispahan.

L'iwan combiné avec le plan carré des palais achéménides a donné le modèle du plan de mosquée dit iranien (quatre iwans s'ouvrant sur une cour), que l'on retrouve dans tout l'Iran et au-delà (Ouzbékistan, Afghanistan, Pakistan, Inde, etc.). Les madrasas, dont le type est né en Iran sous les Seldjoukides au XIe siècle, utilisent aussi largement l'iwan, ce qui a permis sa diffusion en Syrie, en Égypte (par exemple la mosquée du sultan Hassan) et au Maghreb.
On trouve l'iwan dans de nombreux types de bâtiments : les bimaristans (hôpitaux), les palais, comme celui de Khirbat al-Mafjar — où l'iwan présente une forte influence iranienne — ou encore le palais Azem de Damas.

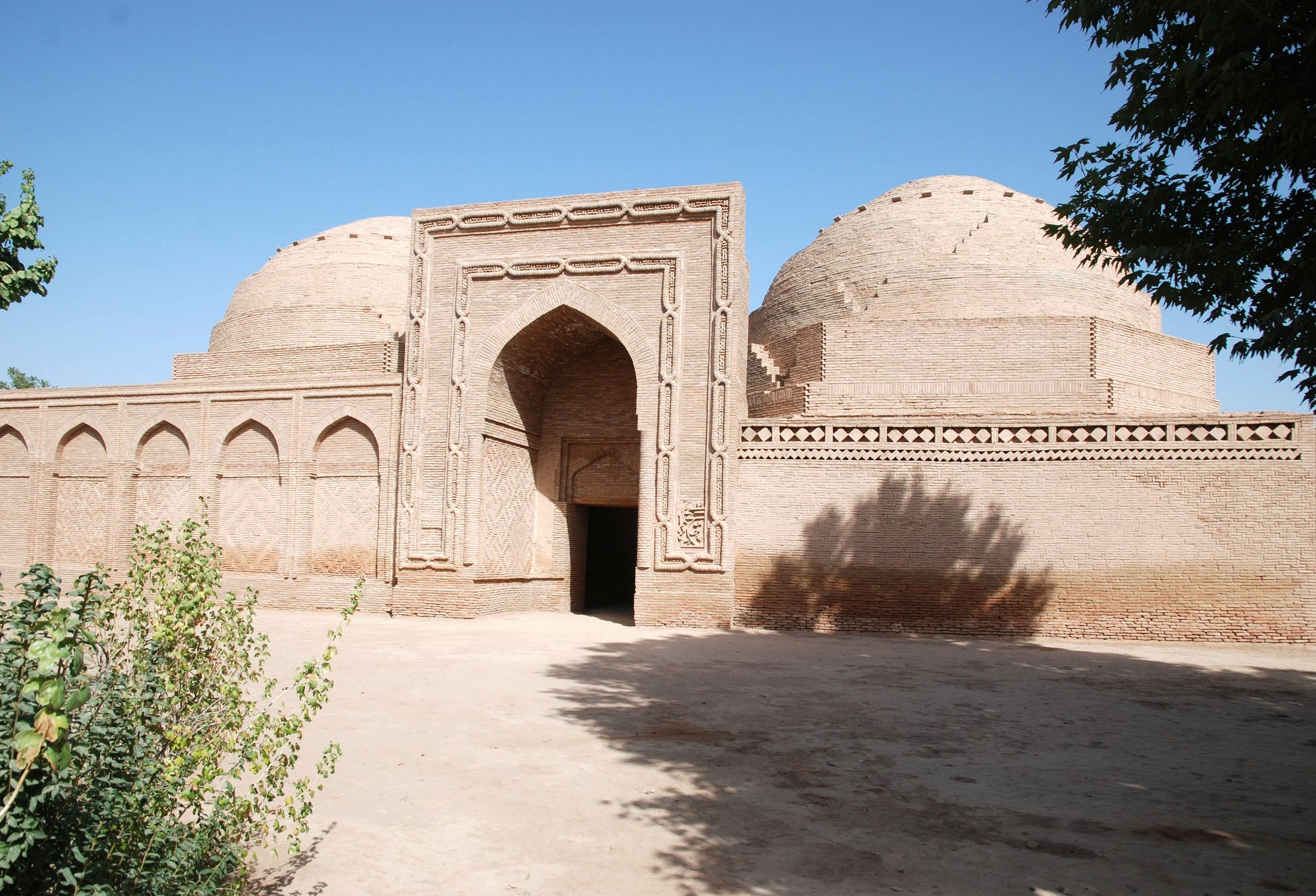
Entrée sud du Khoja Mahskhad (« Double mausolée ») à Shahritus (Tadjikistan) / s.

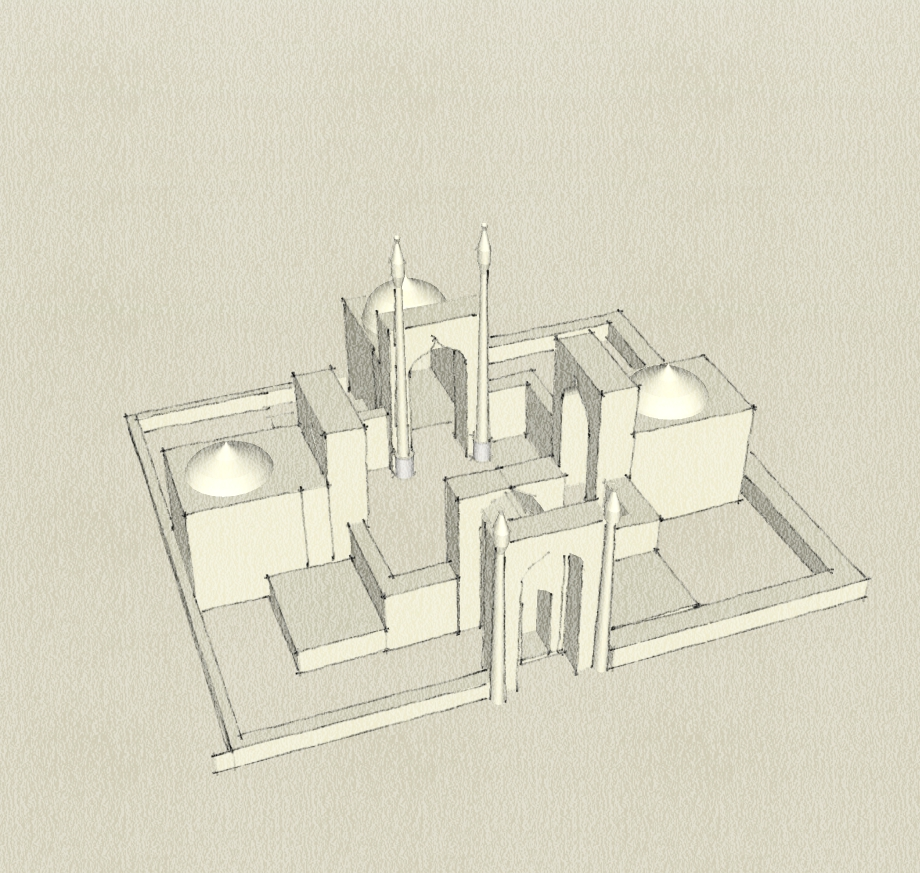
Modèle standard de la mosquée iranienne à quatre iwans.